# Ralf Klauke
Ralf Klauke (* 1980) ist ein deutscher Crosslauf-Sommerbiathlet.
Ralf Klauke startet für den SC Wilzenberg und wird von Dieter Greitemann trainiert. Er feierte seinen ersten großen internationalen Erfolg beim Europacuprennen 2007 in Bayerisch Eisenstein, wo er hinter Tobias Giering den zweiten Platz erreichte. Ein Jahr später gewann er in Altenberg ein Einzel im Rahmen des Deutschland-Cups. Seinen größten Erfolg feierte er im selben Jahr bei den Deutschen Meisterschaften im Sommerbiathlon 2008 in Bayerisch Eisenstein. Im Sprint mit dem Luftgewehr gewann er vor Giering und Erik Lahl den Titel. Hinzu kam an der Seite von Simon Greitemann und Jan Chomse der Gewinn der Silbermedaille im Kleinkalibergewehr-Staffelrennen als Vertretung von Westfalen hinzu.

## Belege
1. ↑  Ralf Klauke verpasst bei Europa-Cup Goldmedaille. In: Westfalenpost. Funke Mediengruppe, 12. Juli 2007, abgerufen am 1. Mai 2025.
2. ↑  Ralf Klauke darf weiter auf eine WM-Teilnahme hoffen. In: Westfalenpost. Funke Mediengruppe, 12. August 2008, abgerufen am 1. Mai 2025.

| Personendaten    | Personendaten                      |
| ---------------- | ---------------------------------- |
| NAME             | Klauke, Ralf                       |
| KURZBESCHREIBUNG | deutscher Crosslauf-Sommerbiathlet |
| GEBURTSDATUM     | 1980                               |